# 쓰야마정 (미야기현)
쓰야마정(津山町)은 미야기현 동부에 위치했던 정이다.  삼나무의 산지로 유명하다.
2005년 4월 1일에 도메군 전체와 합병해, 도메시가 되었다.

## 지리
- 미야기현 북동부에 위치한다. 정내 면적의 약 80%가 산림이다. 마을 일부가 산리쿠 부흥 국립 공원으로 지정되었으며, 검독수리의 서식지로 알려져 있다.

## 역사
- 1889년 4월 1일 - 시정촌제 시행 이전 모노군 아사키 촌, 요코야마 촌이 그대로 촌제를 시행하여 성립하였다.
- 1906년 11월 1일 - 아사키촌이 정으로 승격과 동시에 개칭하여 야나기정이 되었다.
- 1954년 11월 2일 - 야나기정과 요코야마 촌이 합병해 쓰야마 정이 되었다.
- 2005년 4월 1일 - 도메군 8개 정이 합병해 도메시가 되었다.

## 행정
- 마지막 정장 : 구마가야 모리히로(熊谷盛広)

## 교통

### 철도
- 동일본 여객철도
  - 기센누마 선

### 도로
- 국도 45호선
- 국도 342호선